# Aegle hedychroa
Aegle hedychroa är en fjärilsart som beskrevs av Turner 1904. Aegle hedychroa ingår i släktet Aegle och familjen nattflyn. Inga underarter finns listade i Catalogue of Life.